# Deprea granulosa
Deprea granulosa är en potatisväxtart som först beskrevs av John Miers, och fick sitt nu gällande namn av Hunziker och Barboza. Deprea granulosa ingår i släktet Deprea och familjen potatisväxter. Inga underarter finns listade i Catalogue of Life.